# براندون ريوس
براندون ريوس (بالإنجليزية: Brandon Ríos)‏ مواليد 29 أبريل 1986 في لوبوك، تكساس، الولايات المتحدة، هو ملاكم محترف أمريكي يصنف ضمن فئة وزن الوسط. حقق بطولة رابطة الملاكمة العالمية.

## إحصائيات
خاض خلال مسيرته 37 نزالا، فاز في 33 وتعادل في 1 وخسر في 3. فاز بالضربة القاضية في 24 نزالا.

## وصلات خارجية
- براندون ريوس على موقع بوكس ريك (الإنجليزية) (registration required)

- الموقع الرسمي